# 三柿野駅
三柿野駅（みかきのえき）は、岐阜県各務原市蘇原三柿野町にある名古屋鉄道各務原線の駅である。駅番号はKG06。川崎重工業航空宇宙システムカンパニー岐阜工場の最寄駅である。

## 歴史（年表）
- 1926年（大正15年）
  - 1月21日 - 各務原鉄道の補給部前駅（ほきゅうぶまええき）として開業。当時は終着駅で、現在地より岐阜方400mの位置にあった[1]。
  - 7月7日 - 各務野駅（かがみのえき・2代目）に改称。従来の「各務野駅」は「新那加駅」と改称[1]。
  - 8月1日 - 各務原鉄道の延伸開業により中間駅となる。
- 1931年（昭和6年）6月27日 - 各務補給部前駅（かがみほきゅうぶまええき）に改称し現在地に移転[1]。
- 1935年（昭和10年）
  - 3月28日 - 合併により名岐鉄道の駅となる。
  - 8月1日 - 社名変更により名古屋鉄道の駅となる。同時に航空廠前駅（こうくうしょうまええき）に改称[2]。
- 1938年（昭和13年）12月1日 - 防諜のため三柿野駅（みかきのえき）に改称[2]。
- 1945年（昭和20年）6月22日 - 各務原空襲により駅舎被災[3]。
- 1958年（昭和33年） - 駐留軍側線廃止[4]。
- 2007年（平成19年）3月14日 - 共通SFカードシステムトランパス導入。これに備えて駅舎を改築。
- 2011年（平成23年）2月11日 - ICカード乗車券「manaca」供用開始。
- 2012年（平成24年）2月29日 - トランパス供用終了。
- 2021年（令和3年）5月22日 - ダイヤ改正に伴い、当駅を発車するミュースカイがなくなる。
- 2024年（令和6年）4月13日 - 終日無人化[5]。

## 駅構造
6両編成対応の1面1線の単式ホームと1面2線の島式ホームがある2面3線のホームを持つ地上駅。駅集中管理システムを導入した無人駅である（管理駅は名鉄岐阜駅）。2024年4月12日までは有人駅で、終日窓口が営業されていた。
改札口は1番ホームの六軒寄りの端に1箇所あり、付近に自動券売機（継続manaca定期乗車券及び新規通勤manaca定期乗車券の購入も可能ではあるが、クレジットカードでの決済は7:00~22:00の間に限られる）および自動精算機（ICカードのチャージ等も可能）を1台ずつ備えている。
この駅は各務原線内の途中駅で唯一折り返しができる駅ではあるが、犬山方面に折り返す場合は、一旦六軒駅寄りの下り本線にて折り返してから渡り線で1・2番ホームに据え付ける入換作業を行わなくてはならない（これは、犬山方面からの列車が3番ホームにしか入れない上に、3番ホームには岐阜寄りにしか出発信号機を設けていないためである）。
かつては陸軍各務原飛行場（現在の航空自衛隊岐阜基地）への専用線（後の駐留軍側線）があり、JR高山本線 那加駅と各務原線 新那加駅との間の連絡線を経由して貨物輸送が行なわれていた。戦後のアメリカ軍占領時代には、DED8500形が使用され、占領軍専用ではあったが、旅客輸送も行なわれたという。

### のりば
| 番線 | 路線        | 方向 | 行先         | 備考         |
| ---- | ----------- | ---- | ------------ | ------------ |
| 1    | KG 各務原線 | 下り | 名鉄岐阜ゆき | 当駅折り返し |
| 1    | KG 各務原線 | 上り | 犬山方面     |              |
| 2    | KG 各務原線 | 上り | 犬山方面     | 本線         |
| 3    | KG 各務原線 | 下り | 名鉄岐阜ゆき | 本線         |

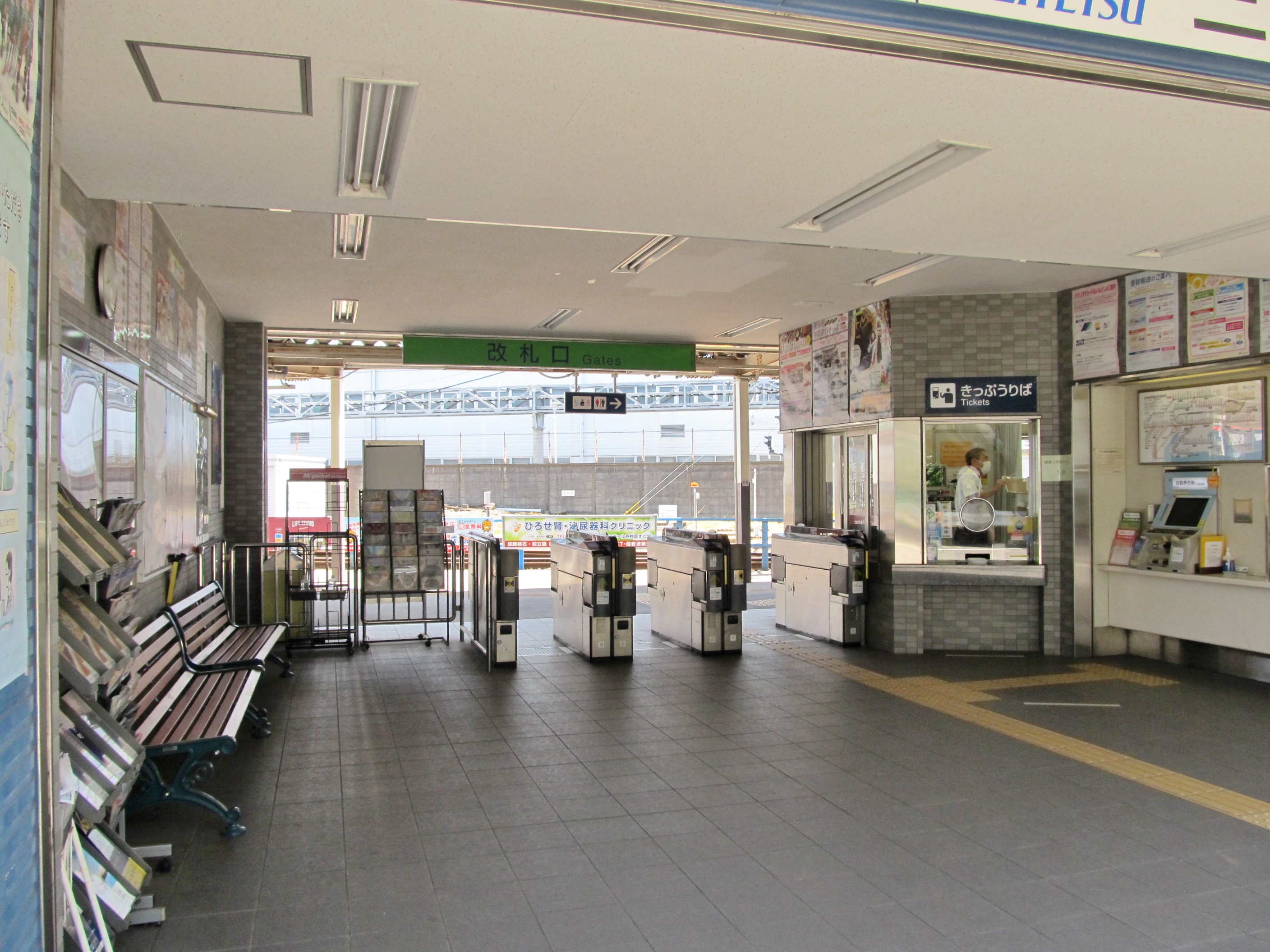
改札口
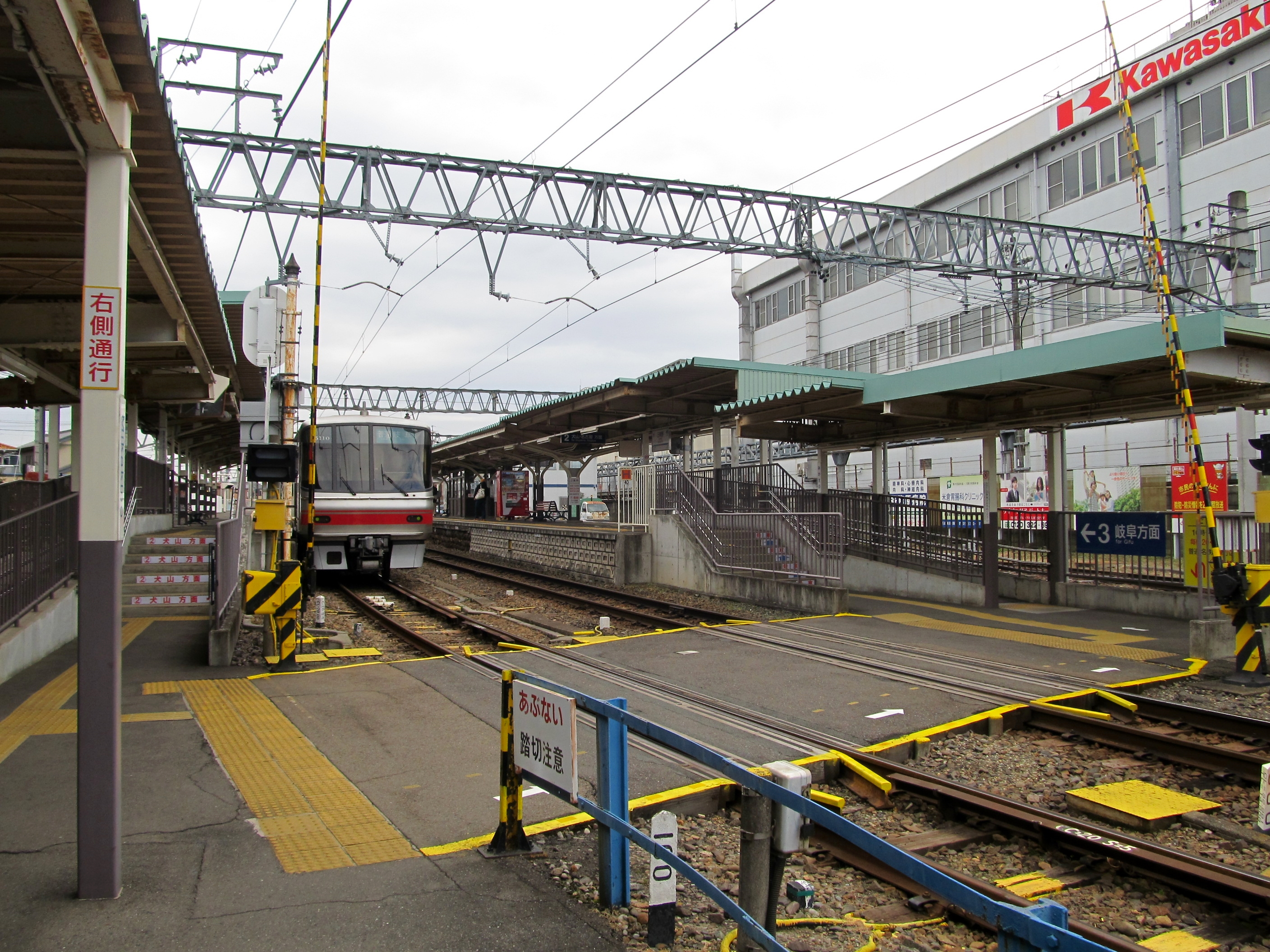
構内踏切
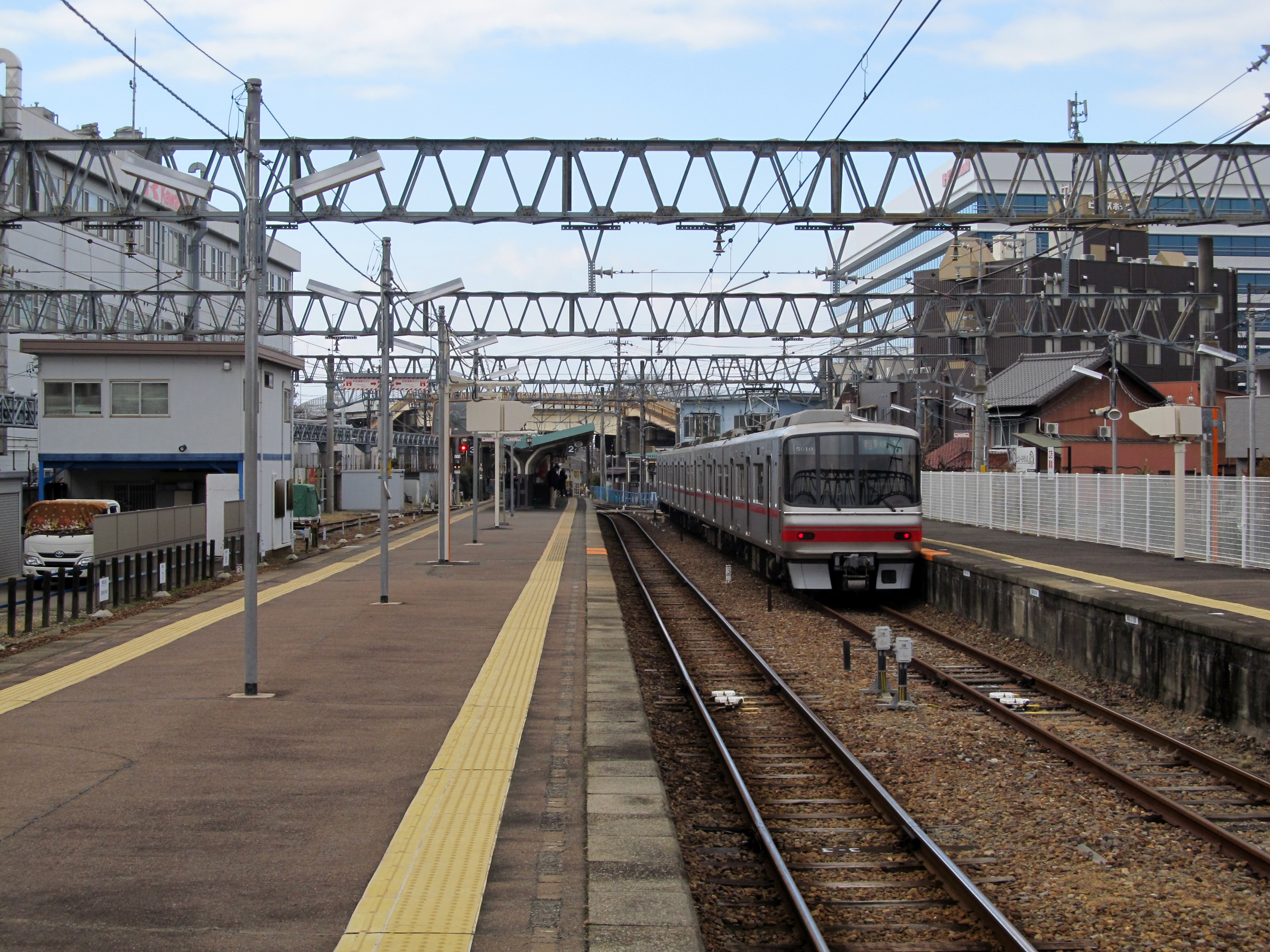
ホーム
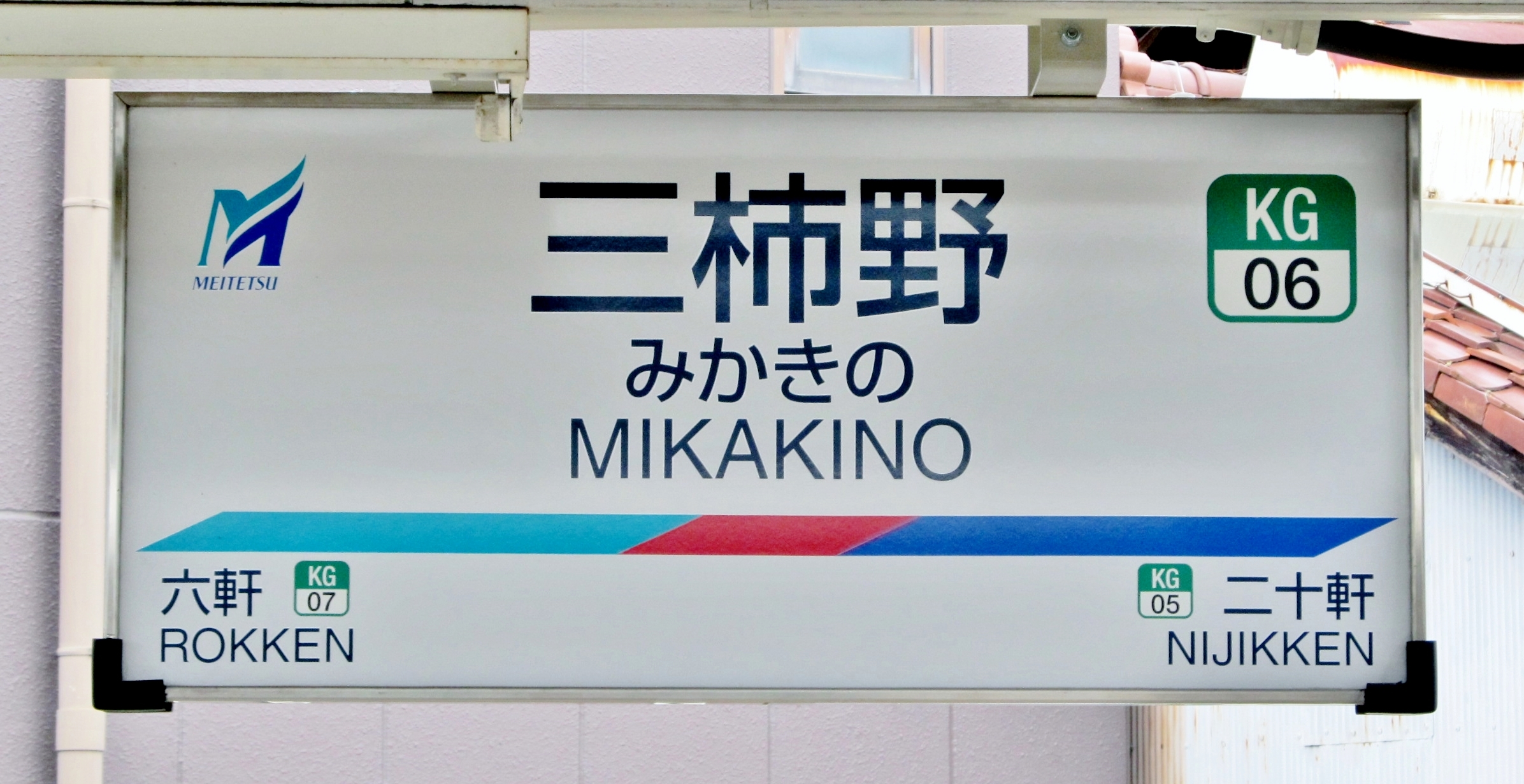
駅名標

### 配線図
| ← 新那加・ 岐阜方面 | 三柿野駅 構内配線略図 | → 新鵜沼・ 名古屋方面 |
| 凡例 出典:          |                       |                       |

## ダイヤ
2003年（平成15年）3月のダイヤ改正までは犬山発着の列車は当駅で種別変更をしていた（犬山行きは急行に、岐阜行きは普通になっていた。その後新那加駅で種別を変更するようになる）。2023年（令和5年）3月のダイヤ改正まで、最終の普通岐阜行きのみは当駅から急行になっていた。また、各務原線内の駅では唯一待避線があるため、かつては当駅で上り急行が普通を追い越していた（下り列車は待避不可）。現在のダイヤでは列車の追い越しは行われていないが、臨時列車が運転される場合、当駅での追い越しが行われることがある。
2023年（令和5年）3月のダイヤ改正で、当駅を通る定期列車はワンマン運転による普通列車4両編成のみであったが、2024年（令和6年）3月のダイヤ改正より2両編成も加わった。日中の半数の列車と夜間時間帯は引き続き当駅で岐阜方面に折り返している。

### 折り返し列車の設定
昔は平日朝に当駅始発の東岡崎行き普通が1本設定されていた。この列車は2011年（平成23年）3月のダイヤ改正以前は本宿行きで、5300系または5700系4両編成で運転されていた。現在は3500系等で運転されている。土休日朝にも当駅始発の岐阜行き普通が1本設定されていた。また、2008年（平成20年）12月27日のダイヤ改正までは全日とも夕方に毎時1-2往復程度、当駅と名鉄岐阜駅との間で折り返し運転を行う普通列車が設定されていた。更に昔は新岐阜駅 - 当駅の間に準急が毎時1本走っていた。また、常滑方面行きの特急（後の高速）の停車駅でもあった。そして、2021年（令和3年）5月のダイヤ改正まで、朝の上り（名鉄名古屋駅方面）の1本のみ6:34発の当駅始発ミュースカイが存在した。この列車は1番線からの発車で、前日の夜に新鵜沼駅から回送され、犬山駅4番線で新可児からの編成と増結していた。下り列車の設定はない。
2021年（令和3年）10月30日のダイヤ改正では日中は名鉄岐阜駅からの半数の普通が当駅の1番線で折り返すようになり、この時間帯の犬山方面への列車は毎時2本に半減した。また、日中の急行の運行が廃止された。
2023年（令和5年）3月のダイヤ改正では急行が全廃され、夜間時間帯についても当駅で岐阜方面に折り返している。

### 航空祭輸送
当駅に隣接している航空自衛隊岐阜基地では、毎年秋に航空祭が行われ、大勢のファンが訪れる。この日の午前中に限り、通常は新鵜沼駅で折り返す快速特急・特急・ミュースカイ・急行・準急が当駅まで延長運転され、同イベントの重要な交通手段となっている。また、かつては広見線系統の急行（準急）も行先や発駅を「犬山経由岐阜」に変更して、毎時4本運行していた（広見線利用者は犬山より広見線区間運転の普通に乗り換えとした）が、2022年は主に三柿野～犬山（名鉄岐阜）間の普通列車の増発や定期列車の増結で対応した。

## 利用状況
- 『名鉄120年：近20年のあゆみ』によると2013年度当時の1日平均乗降人員は4,915人であり、この値は名鉄全駅（275駅）中86位、各務原線（18駅）中3位であった[10]。
- 『名古屋鉄道百年史』によると1992年度当時の1日平均乗降人員は4,123人であり、この値は岐阜市内線均一運賃区間内各駅（岐阜市内線・田神線・美濃町線徹明町駅 - 琴塚駅間）を除く名鉄全駅（342駅）中112位、各務原線（18駅）中6位であった[11]。

『岐阜県統計書』『各務原市統計書』『統計書かかみがはら』によると、年間乗車人員、年間乗降人員、一日平均乗降人員の推移は以下の通りである。
| 年                 | 年間統計 | 年間統計 | 一日平均 乗降人員 | 備考          |
| 年                 | 乗車人員 | 乗降人員 | 一日平均 乗降人員 | 備考          |
| ------------------ | -------- | -------- | ----------------- | ------------- |
| 1955（昭和30）年度 | 589006   | 1174274  |                   | [ 12 ]        |
| 1956（昭和31）年度 | 924350   | 1846060  |                   | [ 13 ]        |
| 1957（昭和32）年度 | 1001028  | 1998242  |                   | [ 14 ]        |
| 1958（昭和33）年度 | 1056059  | 2108455  |                   | [ 15 ]        |
| 1959（昭和34）年度 | 1051765  | 2098251  |                   | [ 16 ]        |
| 1960（昭和35）年度 | 1104941  | 2198707  |                   | [ 17 ]        |
| 1961（昭和36）年度 | 1161189  | 2300531  |                   | [ 18 ]        |
| 1962（昭和37）年度 | 1218128  | 2417167  |                   | [ 19 ]        |
| 1963（昭和38）年度 | 1152354  | 2301520  |                   | [ 20 ]        |
| 1964（昭和39）年度 | 1148523  | 2300717  |                   | [ 21 ]        |
| 1965（昭和40）年度 | 1115319  | 2237630  |                   | [ 22 ]        |
| 1966（昭和41）年度 | 1032979  | 2070414  |                   | [ 23 ]        |
| 1967（昭和42）年度 | 1037170  | 2074993  |                   | [ 24 ]        |
| 1968（昭和43）年度 | 1117485  | 2229938  |                   | [ 25 ]        |
| 1969（昭和44）年度 | 1158000  | 2304000  |                   | [ 26 ]        |
| 1970（昭和45）年度 | 1154000  | 2291000  |                   | [ 26 ]        |
| 1971（昭和46）年度 | 1075000  | 2135000  |                   | [ 27 ]        |
| 1972（昭和47）年度 | 1096000  | 2172000  |                   | [ 27 ]        |
| 1973（昭和48）年度 | 1088000  | 2154000  |                   | [ 27 ]        |
| 1974（昭和49）年度 | 1085000  | 2140000  |                   | [ 28 ]        |
| 1975（昭和50）年度 | 984000   | 1947000  |                   | [ 29 ]        |
| 1976（昭和51）年度 | 921000   | 1838000  |                   | [ 29 ]        |
| 1977（昭和52）年度 | 942000   | 1878000  |                   | [ 30 ]        |
| 1978（昭和53）年度 | 925944   | 1844000  |                   | [ 30 ] [ 31 ] |
| 1979（昭和54）年度 | 941649   | 1873000  |                   | [ 32 ] [ 33 ] |
| 1980（昭和55）年度 | 968269   | 1928000  |                   | [ 34 ] [ 35 ] |
| 1981（昭和56）年度 | 948366   | 1888000  |                   | [ 34 ] [ 36 ] |
| 1982（昭和57）年度 | 911483   | 1815000  |                   | [ 34 ] [ 37 ] |
| 1983（昭和58）年度 | 955671   | 1902000  |                   | [ 38 ] [ 39 ] |
| 1984（昭和59）年度 | 827049   | 1651000  |                   | [ 40 ] [ 41 ] |
| 1985（昭和60）年度 | 821828   | 1639000  |                   | [ 42 ] [ 43 ] |
| 1986（昭和61）年度 | 852818   | 1700000  |                   | [ 42 ] [ 44 ] |
| 1987（昭和62）年度 | 838961   | 1669000  |                   | [ 42 ] [ 45 ] |
| 1988（昭和63）年度 | 826538   | 1645000  |                   | [ 42 ] [ 46 ] |
| 1989（平成元）年度 | 851902   | 1695000  |                   | [ 47 ] [ 48 ] |
| 1990（平成02）年度 | 820499   | 1634000  |                   | [ 47 ] [ 49 ] |
| 1991（平成03）年度 | 782145   | 1558666  | 4307              | [ 50 ]        |
| 1992（平成04）年度 | 748217   | 1490929  | 4123              | [ 50 ]        |
| 1993（平成05）年度 | 730885   | 1455817  | 4025              | [ 50 ]        |
| 1994（平成06）年度 | 742752   | 1478271  | 4088              | [ 50 ]        |
| 1995（平成07）年度 | 830856   | 1655351  | 4579              | [ 50 ]        |
| 1996（平成08）年度 | 829414   | 1656731  | 4586              | [ 50 ]        |
| 1997（平成09）年度 | 825692   | 1644875  | 4556              | [ 51 ]        |
| 1998（平成10）年度 | 824060   | 1639054  | 4538              | [ 52 ]        |
| 1999（平成11）年度 | 798819   | 1591717  | 4404              | [ 52 ]        |
| 2000（平成12）年度 | 758862   | 1512234  | 4189              | [ 52 ]        |
| 2001（平成13）年度 | 749303   | 1493418  | 4136              | [ 52 ]        |
| 2002（平成14）年度 | 811380   | 1615927  | 4476              | [ 52 ]        |
| 2003（平成15）年度 | 826209   | 1646204  | 4557              | [ 53 ]        |
| 2004（平成16）年度 | 785852   | 1566966  | 4339              | [ 53 ]        |
| 2005（平成17）年度 | 788402   | 1572370  | 4356              | [ 53 ]        |
| 2006（平成18）年度 | 816749   | 1627684  | 4510              | [ 53 ]        |
| 2007（平成19）年度 | 816410   | 1627168  | 4506              | [ 54 ]        |
| 2008（平成20）年度 | 822320   | 1639455  | 4541              | [ 54 ]        |
| 2009（平成21）年度 | 805940   | 1609410  | 4459              | [ 54 ]        |
| 2010（平成22）年度 | 819081   | 1637291  | 4535              | [ 55 ]        |
| 2011（平成23）年度 | 808799   | 1620491  | 4486              | [ 55 ]        |
| 2012（平成24）年度 | 836336   | 1675835  | 4644              | [ 55 ]        |
| 2013（平成25）年度 | 880811   | 1863910  | 4913              | [ 55 ]        |
| 2014（平成26）年度 | 888308   | 1777709  | 4927              | [ 55 ]        |
| 2015（平成27）年度 | 912426   | 1827440  | 5063              | [ 56 ]        |
| 2016（平成28）年度 | 935657   | 1873450  | 5191              | [ 57 ]        |
| 2017（平成29）年度 | 934204   | 1873286  | 5190              | [ 57 ]        |
| 2018（平成30）年度 | 924562   | 1848250  | 5122              | [ 57 ]        |
| 2019（令和元）年度 | 926179   | 1849406  | 5124              | [ 57 ]        |
| 2020（令和02）年度 | 817206   | 1633262  | 4531              | [ 57 ]        |

斜体の値は千人単位（千人未満四捨五入）
付近にはJR高山本線の蘇原駅が近接しているが公共の大型施設・大型企業や学術機関などの施設が多く点在している影響と運転本数でも高山線より多い事などから、各務原線の駅では名鉄岐阜駅、新鵜沼駅に次いで利用者が多い。この駅より西側の駅から名古屋方面へは名鉄岐阜駅経由の方が早いために乗客の流動が変わる。

## 駅周辺
当駅は狭い生活道路に面している。駅前には国道21号の高架橋が通っている。

### 主な施設
- 蘇原駅（JR高山本線）
- 川崎重工業航空宇宙システムカンパニー
- 航空自衛隊岐阜基地
- 各務原市民会館
- 岐阜県立各務原高等学校
- テクノプラザ
- 国道21号

### バス
テクノライナー
- 各務原高校・テクノプラザ本館経由各務西町営業所行き

※ 土・休日と8月13日から15日までの間及び12月29日から1月3日までの間は運休する。
各務原市ふれあいバス 稲羽東線
- 東海中央病院経由各務西町営業所行き
- アピタ・カーマホームセンター・長平経由岐阜かかみがはら航空宇宙博物館行き

※ 年末年始（12月29日～1月2日）は運休。

## 隣の駅
名古屋鉄道
KG 各務原線
■普通
六軒駅 (KG07) - 三柿野駅 (KG06) - 二十軒駅 (KG05)